# Liggende wip

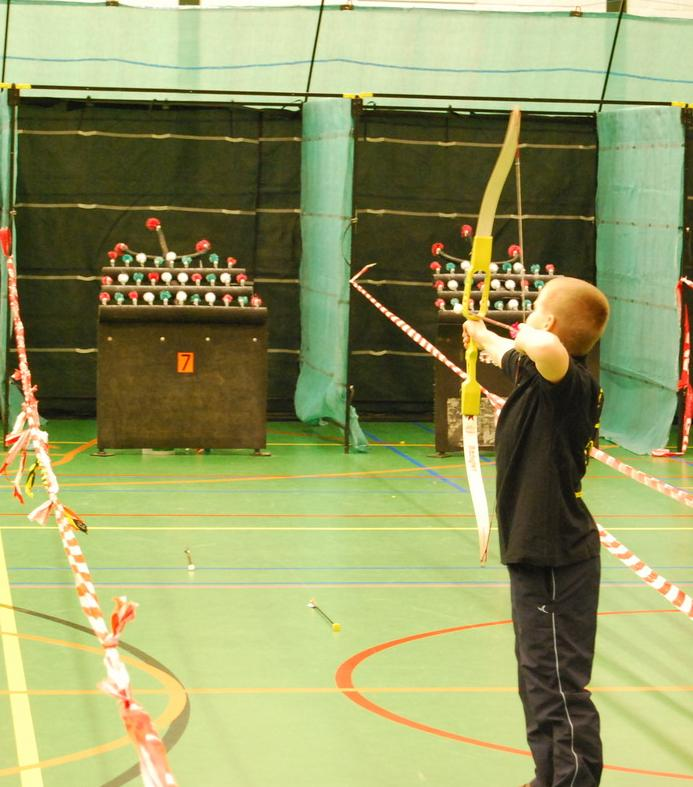
Schieten op de liggende wip

Liggende wip is een discipline van het boogschieten waarbij op een wip geschoten wordt die op 17 meter afstand staat.

## Geschiedenis
De handboog raakte bekend omwille van zijn doeltreffendheid, gedemonstreerd door de kunde van Engelse longbowschutters tijdens de oorlogvoering in de 14de eeuw. Het belang van de boog als wapen nam af met de komst van het vuurwapen.
Sindsdien ontwikkelde het boogschieten zich als een recreatiesport. Tot in de 19e eeuw schoot men enkel op staande wip. Doordat verstokte schutters bij alle weersomstandigheden hun sport wilden beoefenen, werd de kop van de wip op een horizontaal staketsel geplaatst. Zo konden ze ook binnenshuis de boog spannen. De ontwikkeling van het liggende wipschieten naast het staande wipschieten zette zich door vanaf de 19de eeuw.

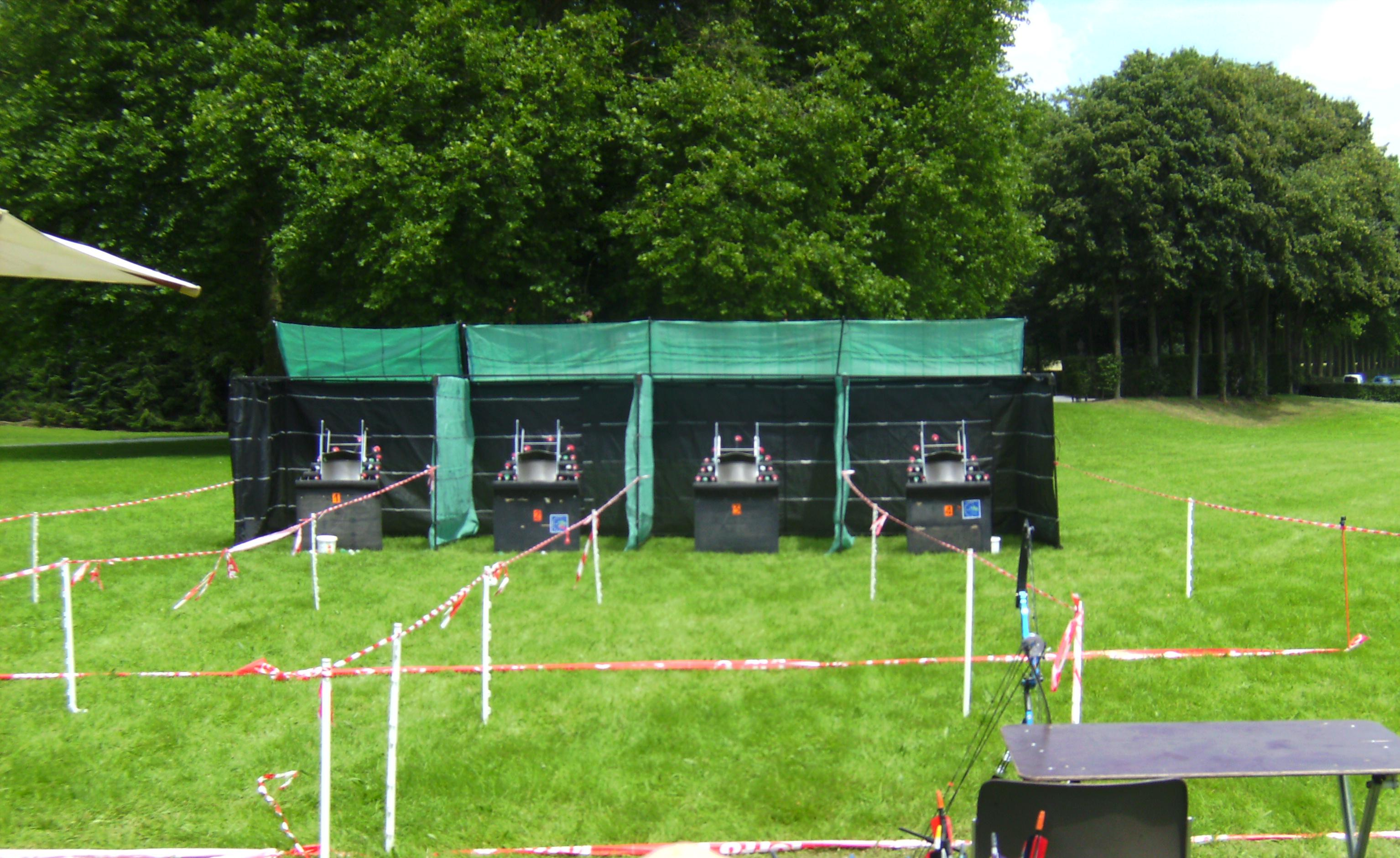
Liggende wip

## Spel en materiaal
Handboogschieten op de liggende wip is een sport waarbij zowel de lichaamsbeheersing als het geestelijk vermogen op de proef worden gesteld. De schutterssport ontwikkelt het concentratievermogen in  harmonie met de geleerde techniek. 
De wip is een (horizontale) metalen constructie met een reeks pinnen waarop de vogels worden vastgezet: één hoofdvogel, twee zijvogels (of kallen) en dertig kleine vogels. Vogels zijn plastieken blokjes met een diameter van 11 à 17 mm, waaraan kleurige pluimen bevestigd zijn. Voor de wedstrijd wordt aan elke vogel een bepaalde waarde toegekend.
De schutters nemen om beurt plaats op zeventien meter (voor miniemen twaalf meter) van de wip en proberen door het afschieten van de vogels zo veel mogelijk punten te behalen.

## Spelregels
Wedstrijden en trainingen gaan door in overdekte accommodaties. De voornaamste recreatiewedstrijd is de beschrijfschieting. Beschrijven betekent dat de waarde van de geschoten vogel op voorhand wordt bepaald. Naargelang de te winnen prijzen spreekt men van een palingschieting, een prijsschieting (enkel voor geldprijzen), een kalkoenschieting, een porseleinschieting, enzovoorts. Ook de tijdsduur wordt op voorhand bepaald (meestal 4 uur).

## Liggende wip in België
De selectiewedstrijden voor de nationale kampioenschappen (individueel en voor ploegen) gebeuren per leeftijdscategorie (miniemen, cadetten, junioren, dames, heren en senioren). Binnen de Vlaamse Boogsportfederatie liggende wip vzw worden wedstrijden voorzien vanaf zeven jaar.
De clubs die aangesloten zijn bij de Vlaamse Boogsportfederatie liggende wip (VBFlw) zijn verspreid over gans Vlaanderen. De VBFlw is stichtend lid van de Europese Gemeenschap Boogschieten liggende wip (EULW); een gemeenschap van liggende wipschutters uit Nederland, Frankrijk, Duitsland, Engeland, Schotland, Oostenrijk en Slovenië. De VBFlw is aangesloten bij VlaS.